# Bornargiolestes nigra
Bornargiolestes nigra е вид водно конче от семейство Megapodagrionidae.

## Разпространение
Видът е разпространен в Бруней, Индонезия (Калимантан) и Малайзия (Саравак).